# 礬土直閃石
礬土直閃石（ばんどちょくせんせき、gedrite）またはゼードル閃石（ゼードルせんせき）は、ケイ酸塩鉱物（イノケイ酸塩鉱物）の一種。化学組成は □Mg5Al2Si6Al2O22(OH)2、結晶系は斜方晶系。角閃石グループの鉱物。

## 産出地
礬土直閃石は、中度から高度の接触変成岩の中で、柘榴石、菫青石、直閃石、カミントン閃石、サフィリン、珪線石、藍晶石、石英、十字石、黒雲母と共生する。

## 性質・特徴
Mg-Fe-Mn-Li角閃石のうち、斜方晶系の礬土直閃石系列に属する。マグネシウムが鉄（Fe2+）に置換されると、鉄礬土直閃石（フェロゼードル閃石、Ferro-gedrite、□Fe2+5Al2Si6Al2O22(OH)2）となる。

## サイド・ストーリー
礬土直閃石は、1836年にフランスのジェドル（現在のオート＝ピレネー県ギャヴァルニー＝ジェドル）で初めてその存在が報告され、命名された。
組成式については2012年の角閃石グループの再定義により確定し、Mg-Fe-Mn-Li斜方角閃石サブグループ (Mg-Fe-Mn-Li Ortho-Amphibole Subgroup)に位置付けられた。